# Модреј
Модреј (словен. Modrej, итал. Modrea) је насељено место у општини Толмин, Горишка регија, Словенија.

## Историја
До територијалне реорганизације у Словенији био је у саставу старе општине Толмин.

## Становништво
У попису становништва из 2011. године, Модреј је имао 293 становника.
| Број становника према пописима | Број становника према пописима | Број становника према пописима |
| ------------------------------ | ------------------------------ | ------------------------------ |
| 1991                           | 2002                           | 2011                           |
| 276                            | 284                            | 293                            |

Напомена: Године 2003. умањено за део насеља који је припојен насељу Бача при Модреју.

## Галерија
- пејзаж
- заштитна галерија на путу